# Alphonse Clément-Desormes
Pour les articles homonymes, voir Clément.
Alphonse Clément-Desormes (1817-1879) est un ingénieur et entrepreneur français, ayant notamment une action pionnière dans les chemins de fer avec la prise en sous-traitance de la traction de la ligne de Saint-Étienne à Lyon des frères Seguin et la création des Ateliers d'Oullins pour la production de matériel pour les chemins de fer et notamment des locomotives à vapeur.

## Biographie
Alphonse Clément-Desormes est né à Paris en 1817, il est le fils du chimiste Nicolas Clément et par sa mère le petit-fils du physicien Charles-Bernard Desormes. Nicolas Clément modifia son nom en Clément-Desormes, au début des années 1820, après son mariage avec la fille de son collaborateur Charles-Bernard Desormes.
Il commence sa carrière comme ingénieur à la Compagnie de Saint-Gobain.
Au début des années 1840, il traite avec la compagnie du chemin de fer de Saint-Étienne à Lyon la sous-traitance du service de la traction sur la ligne de chemin de fer des frères Seguin.
Il crée à Oullins en 1846-1847 la compagnie des hauts fourneaux et ateliers d'Oullins qui va notamment produire des locomotives à vapeur. Ayant des problèmes de santé, il vend son entreprise avec les installations d'Oullins à la Compagnie du chemin de fer Grand-Central de France en 1854.
Il deviendra maire de La Chapelle-du-Châtelard, où il meurt en 1879.